# Spider-Man (videohra, 2018)
Marvel's Spider-Man je akční adventura z roku 2018, kterou vyvinula společnost Insomniac Games a vydala Sony Interactive Entertainment. Vyšla pro PlayStation 4, Windows a později pro PlayStation 5.

## Příběh
Hra je založena na postavě Spider-Mana z Marvel komiksů. Vypráví originální příběh, který je inspirován dlouholetou komiksovou historií a zároveň čerpá z různých adaptací.
Příběh vypráví o zločineckém bossovi Mister Negativovi, který organizuje spiknutí, jehož cílem je převzít kontrolu nad zločineckým podsvětím New Yorku. Hrozí, že vypustí smrtící virus. Proto se mu Spider-Man hodlá postavit a ochránit celé město. Zároveň se musí vypořádat se svými osobními problémy a své skutečné identitě Petera Parkera.

## Hratelnost
Hraje se z pohledu třetí osoby. Hra se spoléhá především na Spider-Manovy schopnosti pohybu a boje. Ten se může volně pohybovat po New Yorku, komunikovat s postavami, plnit úkoly a odemykat nové obleky. Vše se rozvíjí postupem v hlavním příběhu nebo plněním úkolů. Mimo příběh může hráč plnit vedlejší mise a odemykat tak další obsah a sběratelské předměty.
Souboje se zaměřují na řetězení útoků, využívání prostředí a pavučin k zneškodnění nepřátel.

## Vývoj
Vývoj hry vedla společnost Insomniac. Ten začal v roce 2014 a trval přibližně čtyři roky. Společnost Insomniac dostala na výběr, zda pro práci využije jakoukoli postavu z Marvel komiksů. Spider-Man byl vybrán pro svou oblibu mezi zaměstnanci a také pro podobnost v herní hratelnosti s jejich předchozí hrou Sunset Overdrive (2014).
Design hry se inspiroval historií Spider-Mana napříč všemi médii. Společnost Insomniac chtěla vyprávět originální příběh, který by nebyl spojen s existujícím příběhem a vytvořit tak jedinečný vesmír.

## Vydání a ohlasy
Hra vyšla 7. září 2018 pro PlayStation 4. Chválena byla za grafiku, příběh, charaktery postav, souboje, hudební doprovod a mechanismy boje.
Získala řadu ocenění a byla označena za jednu z nejlepších her o superhrdinech. Stala se jednou z nejrychleji prodávaných her roku a nejprodávanější hrou pro PlayStation 4 všech dob.
Úspěch hry odstartoval novou franšízu pro Insomniac a Sony, kterou od té doby doprovodily další hry. Na konci roku 2018 na hru navázalo rozšíření The City That Never Sleeps. V listopadu 2020 vyšla remasterovaná verze hry Marvel's Spider-Man pro PlayStation 5 společně s hrou Marvel's Spider-Man: Miles Morales, která se zaměřuje na Spider-Manova chráněnce Milese Moralese.
V říjnu 2023 bylo pro PlayStation 5 vydáno pokračování Marvel's Spider-Man 2.